# Remixed in Poland
Remixed in Poland – drugi album studyjny zespołu Monopol, wydany 19 czerwca 2010 przez Entyrecords Limited w dystrybucji Fonografiki. Na płycie znalazły się głównie remiksy utworów z płyty "Product of Poland 100%". Album był promowany teledyskiem Lans [Full Erection Remix].

## Lista utworów
1. Zodiak na melanżu [Mafia Mike Remix] (rado edit) – 2:56
2. Lans [Full Erection Remix] (radio edit) – 3:09
3. Zodiak na melanżu [Matush Remix] (radio edit) – 2:50
4. Miłość Jednego Semestru (HiLevel Remix) – 3:40
5. Fabryka Hitów [Lux Ferro Remix] – 3:27
6. Lans [Yogoorth Remix] – 4:10
7. Zodiak na melanżu [Matush Remix] (club mix) – 7:19
8. Zodiak na melanżu [Mafia Mike Remix] (club mix) – 5:22
9. Lans [Full Erection Remix] (club mix) – 6:15
10. Zodiak na melanżu [Levy Remix] (club mix) – 8:04
11. Zodiak na melanżu [Mafia Mike Remix] (instrumental) – 5:22
12. Lans [Full Erection Remix] (instrumental) – 6:15